# Светлогорск (мини-футбольный клуб)
МФК «ЦКК» — спортивный клуб из Светлогорска (Гомельская область, Белоруссия). Выступает в чемпионате Белоруссии по мини-футболу с сезона 1992/93.

## Достижения
Мини-футбол
- 1996 — чемпион;
- 1997 — серебряный призер;
- 1998 — бронзовый призер;
- 1999 — бронзовый призер.

Пляжный футбол
- 2008 — бронзовый призер;
- 2009 — бронзовый призер;
- 2010 — чемпион.

## Игроки
За ЦКК в своё время выступали такие игроки, как Александр Савинцев, Виталий Биченков, Алексей Попов,Геннадий Близнюк.